# Carlos Orlando Caballero
Carlos Orlando Caballero   (Olanchito, 5 de desembre de 1958) fou un futbolista hondureny de la dècada de 1980.
Fou internacional amb la selecció de futbol d'Hondures amb la qual participà a la copa del Món de futbol de 1982.
A nivell de club destacà com a jugador de Real España.
Un cop retirat fou entrenador:
- 2008 Real España
- 2009 Social Sol
- 2011 Hispano
- 2013 Villanueva
- 2016 Social Sol
- 2017 Deportes Savio
- 2019 Platense FC